# Стівен Говлі
Стівен Алан Говлі / Голі (англ. Steven Alan Hawley; нар. 1951, 12 грудня 1951, Оттава) — астронавт НАСА. Здійснив п'ять космічних польотів на шатлах як спеціаліст польоту: STS-41D (1984) «Діскавері», STS-61C (1986) «Колумбія», STS-31 (1990) «Діскавері», STS-82 (1997) «Діскавері» STS-93 (1999) «Колумбія», астрофізик.

## Народження і освіта

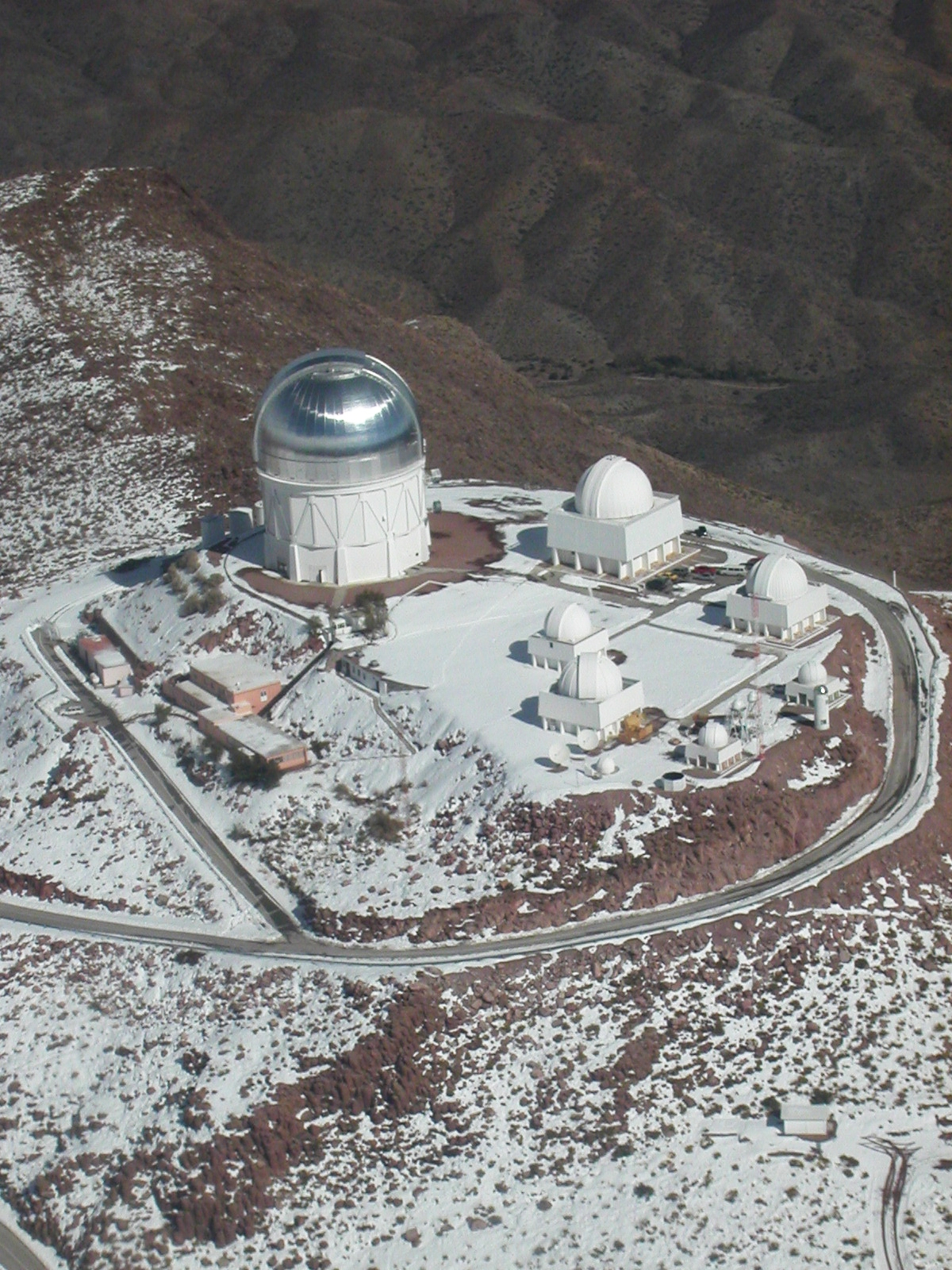
Обсерваторія Серро-Тололо.

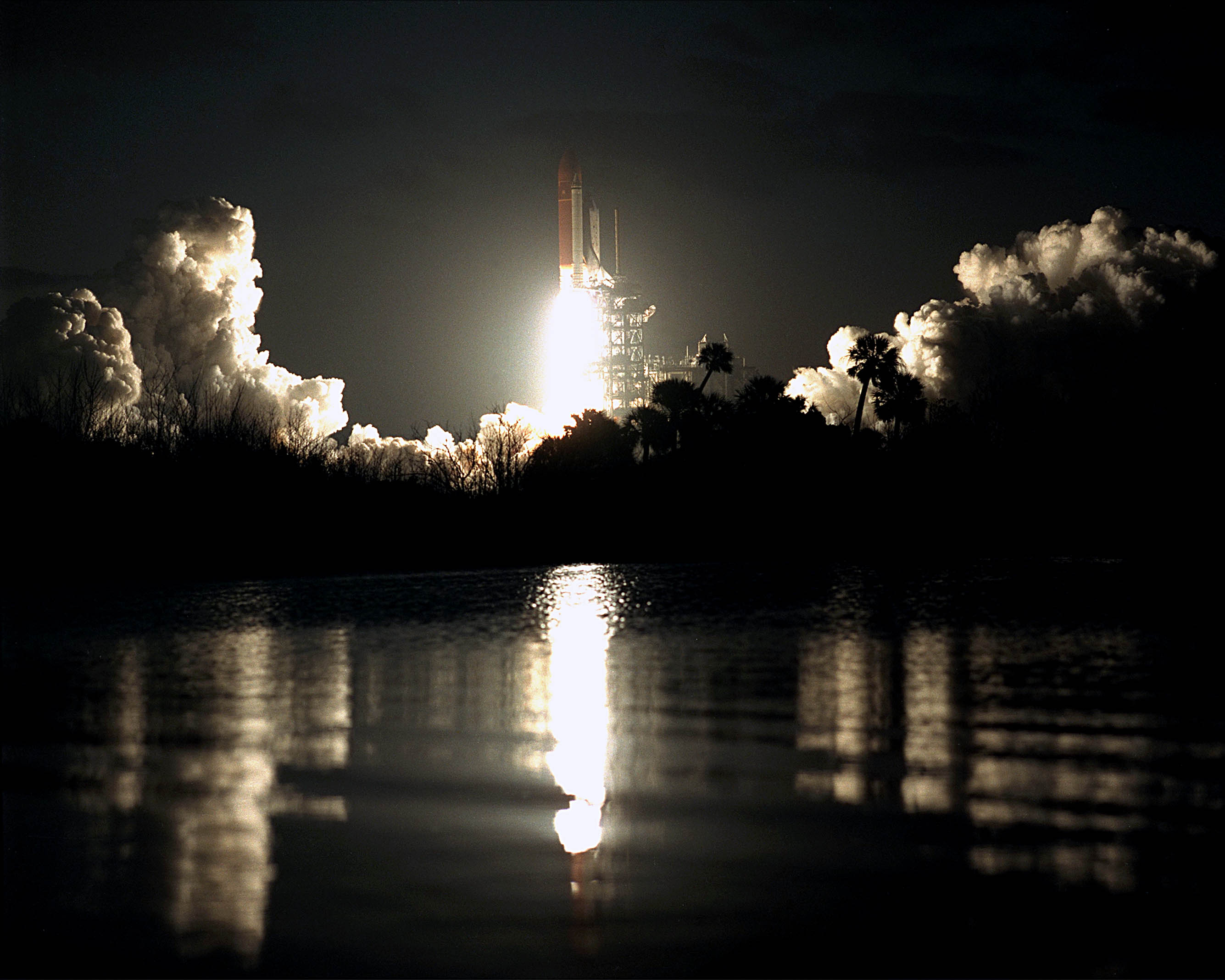
Старт STS-61C.

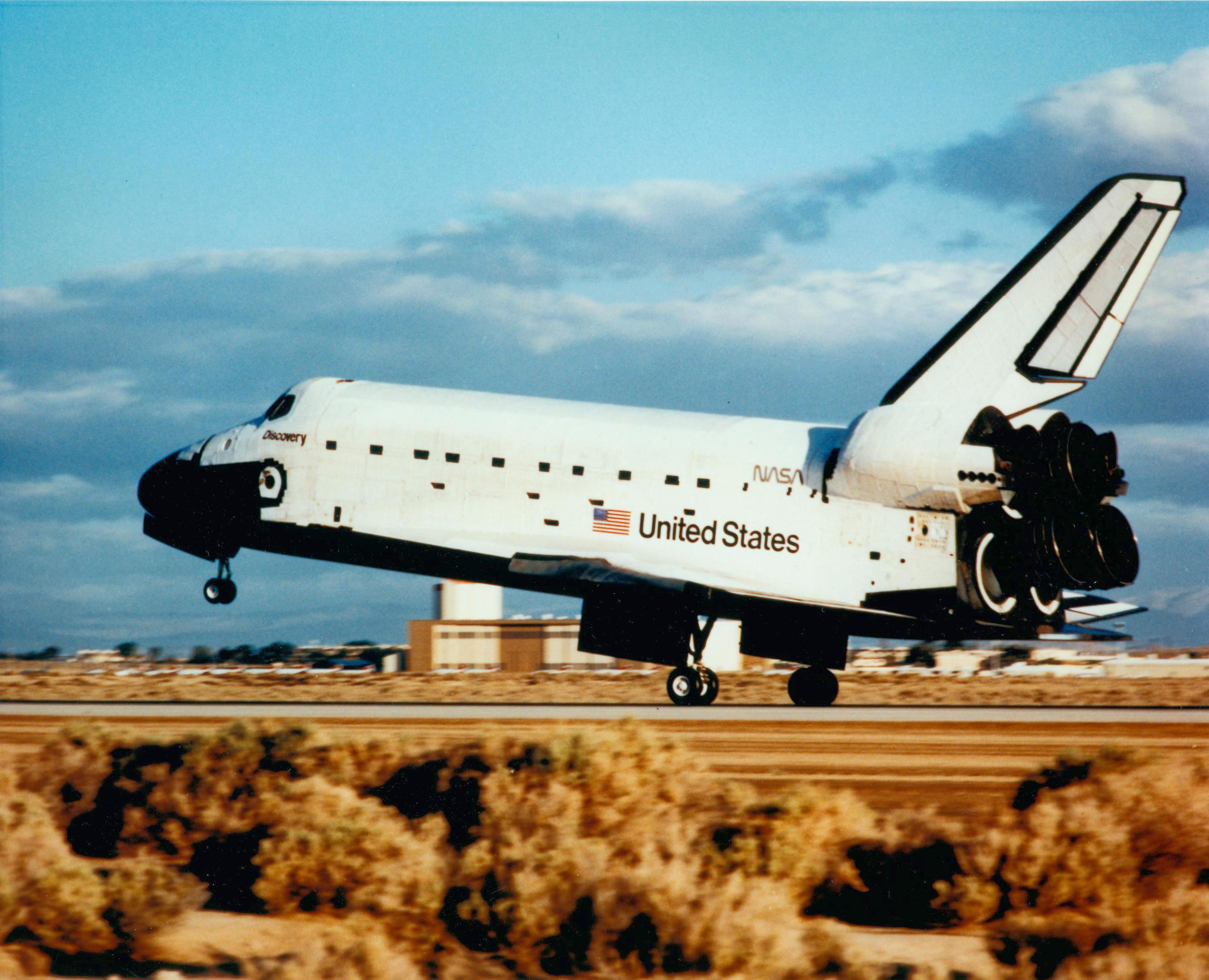
STS-31 — посадка.

Народився 12 грудня 1951 року в місті Оттаві, штат Канзас, але своїм рідним вважає місто Саліна у тому ж штаті.
В 1969 році закінчив середню школу в місті Саліна. У 1973 році закінчив Університет Канзасу і отримав ступінь бакалавра гуманітарних наук з фізики та астрономії. В 1977 в каліфорнійському Університеті (Санта Круз) захистив дисертацію і отримав ступінь доктора наук з астрономії і астрофізики.

## ДоНАСА
У 1972 році служив науковим співробітником в Обсерваторії ВМС США в місті Вашингтон. У 1973—1974 роках служив науковим співробітником Національної радіоастрономічної обсерваторії в місті Грін-Бенк, штат Західна Вірджинія. Потім працював в аспірантурі Лікської обсерваторії (при Університеті Каліфорнії) в місті Санта-Круз. Займався дослідженнями в області спектрофотометрії газових туманностей і ліній випромінювання галактик, з метою визначення переважаючих хімічних елементів в цих об'єктах. До моменту зарахування в загін астронавтів працював науковим співробітником в Міжамериканській Обсерваторії Серро-Тололо у місті Ла-Серена в Чилі.

## Космічна підготовка
16 січня 1978 року зарахований у загін астронавтів НАСА під час 8-го набору. Пройшов курс Загальнокосмічної підготовки (ЗКП) і в серпні 1979 року був зарахований у Відділ астронавтів як спеціаліст польоту. Входив до екіпажу підтримки STS-2, STS-3, STS-4. Працював у Лабораторії авіаційного обладнання шатла як пілот літака-аналога. У 1984—1985 роках працював технічним помічником Директора управління льотних екіпажів. У квітні 1987 року був призначений заступником начальника Відділу астронавтів. У 1990 році був призначений заступником директора Космічного центру Еймса НАСА в Каліфорнії і вибув із загону астронавтів. У серпні 1992 року Стівен Хаулі повернувся в Космічний центр імені Джонсона і зайняв посаду заступника директора по операціях льотних екіпажів. У грудні 1996 року знову отримав льотний статус і став готуватися до польоту.

## Космічні польоти
- Перший політ — STS-41D[3], шаттл «Діскавері». З 30 серпня по 5 вересня 1984 року як спеціаліст польоту. Тривалість польоту становила 6 діб 00 годин 57 хвилин[4].

- Другий політ — STS-61C[5], шаттл «Колумбія». З 12 по 18 січня 1986 року як спеціаліст польоту. Тривалість польоту становила 6 діб 2 години 5 хвилин[6].

- Третій політ — STS-31[7], шаттл «Діскавері». З 24 по 29 квітня 1990 року як спеціаліст польоту. Тривалість польоту становила 5 діб 1 годину 17 хвилин[8].

- Четвертий політ — STS-82[9], шаттл «Діскавері». З 11 по 21 лютого 1997 року як спеціаліст польоту. Тривалість польоту становила 9 діб 23 години 38 хвилин[10].

- П'ятий політ — STS-93[11], шаттл «Колумбія». З 23 по 28 липня 1999 року як спеціаліст польоту. Тривалість польоту становила 4 доби 22 години 50 хвилин[12].

Загальна тривалість польотів у космос — 32 дні 2 години 47 хвилин. Після реорганізації загону астронавтів в липні 2002 року став астронавтом-менеджером, і залишився працювати в НАСА.

## Після польотів
Після польотів (у 1997 і 1998 роках) повернувся на попередню посаду, а в жовтні 2002 року став директором за операціями льотних екіпажів. З листопада 2002 року по лютий 2008 року працював заступником директора Управління космічних і медико-біологічних досліджень Космічного центру імені Джонсона за астрономічними дослідженнями. У лютому 2008 року покинув загін астронавтів, звільнившись з НАСА. З лютого 2008 року працював в Університеті штату Канзас, де викладав математику і природознавство. У вересні 2011 року був включений до складу комісії (Kansas Service Academy Selection Board), яка буде займатися відбором кандидатів від штату Канзас для надходження в різні військові Академії США.

## Нагороди
Нагороди: Медаль «За виняткові заслуги» (1988 і 1991), Медаль «За видатну службу» (НАСА), Медаль «За космічний політ» (5), і багато інших.

## Родина
Дружина (колишня) — Саллі Крістен Райд, астронавт НАСА, були в шлюбі з 1982 по 1987 рік.
Дружина — Ейлін М. Кіган, дітей немає. Захоплення: баскетбол, софтбол і гольф. Любить судити спортивні змагання.